# Vorrtind
Vorrtind är en bergstopp i Antarktis. Den ligger i Östantarktis. Norge gör anspråk på området. Toppen på Vorrtind är 2 220 meter över havet, eller 469 meter över den omgivande terrängen. Bredden vid basen är 6,4 km.
Terrängen runt Vorrtind är varierad. Trakten är obefolkad. Det finns inga samhällen i närheten.